# Solar de Castro
O Solar de Castro, também denominado Torre do Castro, Castelo do Castro, Casa da Torre e Torre dos Machados, localiza-se na freguesia de Ferreiros, Prozelo e Besteiros, município de Amares, distrito de Braga, em Portugal.
O Solar de Castro está classificado como Monumento de Interesse Público.

## História
A torre de Castro, rematada por merlões e Mata-cães, rodeada por fosso defensivo e muralhas, terá sido construída em meados do século XIV, pertencendo à família dos Machados, Senhores de Entre Homem e Cávado. 